# Nikki Ziegelmeyer
Nikki Ziegelmeyer (n. 24 septembrie 1975, Imperial⁠(d), Comitatul Jefferson, Missouri, Missouri, SUA) este o sportivă ce a reprezentat Statele Unite ale Americii, medaliată olimpică. A participat la 2 ediții ale Jocurilor Olimpice (1992, 1994) în care a câștigat o medalie de argint și o medalie de bronz.